# ویکتور ترویتسکی
ویکتور ترویتسکی (به انگلیسی: Viktor Troicki) (زاده ۱۰ فوریهٔ ۱۹۸۶ - بلگراد) تنیس‌باز اهل کشور صربستان است.
ترویتسکی در مسابقات بین‌المللی مهمی شرکت کرده است که می‌توان به کسب مقام قهرمانی جام دیویس ۲۰۱۰ در بخش تیمی اشاره کرد، بهترین رتبه وی در رتبه‌بندی جهانی تنیس ۱۲ (۶ ژوئن ۲۰۱۱) بوده است.